# Felip de Senillosa
Felip de Senillosa (Tarragona, maig de 1783 – Buenos Aires, abril de 1838) fou un enginyer, docent, investigador, agrimensor i polític argentí d'origen català. Va estudiar matemàtiques a la Universitat d'Alcalá de Henares. Durant la Guerra d'Independència Espanyola es va unir a l'exèrcit i va participar en diverses batalles contra els francesos. Va participar en el setge de Saragossa i va ascendir ràpidament. El 1809 fou fet presoner pels exèrcits de Napoleó Bonaparte, i mantingut presoner fins al 1813. Quan va recuperar la llibertat va prestar serveis com topògraf a l'exèrcit francès.
Quan els espanyols guanyaren la guerra el 1815 hagué de fugir a Anglaterra per no ser jutjat com a traïdor. A Londres va conèixer Manuel Belgrano i Bernardino Rivadavia, ambaixadors de les Províncies Unides del Riu de la Plata, que el van convèncer de viatjar a Buenos Aires per a millorar l'educació del país. També van enviar altres científics, com Aimé Bonpland o Ferraris.
Va arribar a Buenos Aires a mitjan 1815, i va fundar el periòdic Los amigos de la patria y de la juventud, com a mitjà de propaganda a favor de l'educació pública. A partir de l'any següent va dirigir l'Acadèmia de Matemàtiques, que havia estat creada tres anys abans, però que mai no havia funcionat. Va publicar un text de Gramàtica espanyola i un tractat d'aritmètica elemental. En fundar-se la Universitat de Buenos Aires el 1821, l'Acadèmia de Matemàtiques li va ser annexada, continuant sota la direcció de Senillosa; allí va dictar la càtedra de geometria, depenent del departament de ciències exactes. Per a aquesta càtedra va escriure un Programa del curso de geometría, un apunt de càtedra que va constituir el seu treball científic més important.
El seu curs de matemàtica va ser el més avançat que fins aleshores s'hagués dictat al país, i incloïa nocions de càlcul diferencial i integral. El 1824 va ser designat membre de la Comissió Topogràfica, que anys més tard es transformaria en el Departament Topogràfic, i Senillosa en el seu president. Va treballar a la zona sud de la província de Buenos Aires en les defenses de la frontera. Entre 1826 i 1828 es va encarregar d'aixecar plànols de molts pobles del sud, així com alguns plànols cadastrals. Va haver de requerir suport militar, atès que estava prop de territori dels indígenes, i al seu càrrec van estar els coronels Juan Lavalle i Juan Manuel de Rosas. Va escriure un tractat breu, la "Memòria sobre los pesos y las medidas", publicat en 1835, i dedicat a Rosas. En 1832 va ser elegit diputat provincial pel Partit Federal i es va unir al grup de lleials al cabdill federal apostòlic, Juan Manuel de Rosas. Va romandre a les aules de la Universitat fins poc abans de 1850, i es va retirar a la vida privada. Va morir a Buenos Aires a l'abril de 1858.